# Taunton
Taunton – miasto w południowo-zachodniej Anglii, położone nad rzeką Tone u podstawy wzgórz Quantock Hills. Ośrodek administracyjny hrabstwa Somerset, w dystrykcie (unitary authority) Somerset. Leży 25,3 km na zachód od miasta Somerton i 217,3 km na południowy zachód od Londynu. Samo Taunton liczy 58 241 mieszkańców (2001), zaś łącznie z otaczającymi je mniejszymi miejscowościami ok. 60 tys. (2006), co stanowi największy ośrodek miejski w hrabstwie. Miasto jest siedzibą jednego z 18 głównych brytyjskich klubów krykieta. Taunton jest wspomniana w Domesday Book (1086) jako Tantone/Tantona.

## Historia
Nazwa miasta pochodzi od zwrotu "miasto nad rzeką Tone". W czasach saksońskich Taunton był miastem fortyfikowanym, posiadającym własną mennicę. W roku 904 w mieście istniał klasztor pod kontrolą biskupów z Winchester. W tym samym roku miastu nadano pierwsze przywileje królewskie zwalniając je z kontrybucji królewskich i krajowych. W Domesday Book Taunton figuruje jako miasto o populacji 1500 mieszkańców.

## Zabytki
- Kościół św. Marii Magdaleny
- Kamienice z XVII wieku;
- Wczesnośredniowieczny zamek;
- Unitariańska kaplica z XIX wieku.

## Niektóre osoby związane z miastem
- Colin Addison (ur. 1940) – były zawodowy piłkarz i menedżer
- Jenny Agutter (ur. 1952) – aktorka
- Pattie Boyd (ur. 1944) – modelka
- Chris Buncombe (ur. 1979) – kierowca wyścigowy
- Arthur C. Clarke (1917–2008) – pisarz
- Emma Fowler (ur. 1979) – biathlonistka
- Edward Ling (ur. 1983) – strzelec sportowy
- Lee Martin (ur. 1987) – piłkarz Manchester United
- Ciara Michel (ur. 1985) – siatkarka
- Joe Strummer (1952–2002) – muzyk, członek zespołu The Clash

## Miasta partnerskie
- Lisieux, Francja
- Koenigslutter, Niemcy

## Transport
Miasto położone jest przy linii kolejowej Bristol – Exeter i linii Reading – Plymouth.